# Valeriana secunda
Valeriana secunda là một loài thực vật thuộc họ Valerianaceae. Đây là loài đặc hữu của Ecuador. Môi trường sống tự nhiên của chúng là đồng cỏ nhiệt đới hoặc cận nhiệt đới vùng đất cao.